# 三田国夫
三田 国夫（みた くにお、1913年1月25日 - 没年不詳）は、日本の俳優である。三田 國夫と表記されることもある。

## 来歴・人物
1913年（大正2年）1月25日、東京府東京市（現在の東京都）に生まれる。出生後まもなく福島県福島市に移住し、幼少期を過ごした。
1932年（昭和7年）、旧制目白中学校（現在の中央大学附属中学校・高等学校）を卒業後、満19歳の時に新劇俳優丸山定夫の門をたたき、新築地劇団に加入する。同年頃に上演された貴司山治の戯作『洋学年代記』などに出演。その後、1935年（昭和10年）に東宝の前身であるJ.O.スタヂオの研究生募集に合格し、三田は6ヶ月の課程を経て、東宝映画の専属俳優となる。以後、1940年（昭和15年）2月28日に公開された矢倉茂雄監督映画『遥かなる弟』や、1943年（昭和18年）3月25日に公開された黒澤明監督映画『姿三四郎』などに出演し、同所の脇役・端役俳優として活動した。
第二次世界大戦終結後も東宝に在籍し、引き続き脇役・端役出演していたが、東宝争議が終結した1950年（昭和25年）以降は同所を離れてフリーランスとなり、主に映画監督の山本薩夫、今井正らが設立した独立プロダクションの作品に出演。また、1950年代後半からはテレビドラマにも出演した。1963年の時点では東京俳優生活協同組合に所属していた。

## 出演作品

### 映画
- 金語楼の娘物語（1940年、東宝） - 米吉
- 遥かなる弟（1940年、東宝） - 三蔵
- 明朗五人男（1940年、東宝） - 親方
- 嵐に咲く花（1940年、東宝） - 福沢塾生鮫島
- 維新前夜（1941年、東宝） - 山内容堂
- 阿波の踊子（1941年、東宝） - 向山陣内
- 川中島合戦（1941年、東宝） - 浦野大三郎
- ハワイ・マレー沖海戦（1942年、東宝） - 飯塚大尉[4]
- 翼の凱歌（1942年、映画配給社）
- 母は死なず（1942年、東宝）
- 姿三四郎（1943年、東宝） - 津崎公平
- 檜舞台（1945年、東宝） - 石田
- 緑の故郷（1946年、東宝） - 村の青年久保
- 民衆の敵（1946年、東宝） - 田村秘書
- 女優（1947年、東宝）
- 第二の人生（1948年、東宝） - 社会実業家
- 青い山脈（1949年、東宝） - 中尾先生
- 朝風に乗って（1950年、東宝教育） - その叔父利雄
- 暴力の街（1950年）
- 山河を越えて（1952年、文芸プロ） - 獣医
- 殺人容疑者（1952年）
- 女ひとり大地を行く（1953年、キヌタプロ）
- 蟹工船（1953年、現代ぷろ）
- 雲ながるる果てに（1953年、重宗プロ）
- 太陽のない街（1954年、新星映画）
- 1500米決勝（1955年、東映）
- 愛すればこそ（1955年、独立映画） - お客
- 姉妹（1955年、東映）
- 石合戦（1955年、劇団民藝）
- 真昼の暗黒（1956年、現代ぷろ） - 立石判事
- 妻と夫がけんかした話（1957年、桜映画） - 村の有力者

### テレビドラマ
- 事件記者 第4話「毒蛾の町」（1958年、NHK） - 大山竜全
- 廃液（1960年、NHK）
- 文芸劇場 第28話「千鳥」（1962年、NHK）
- 太閤記 （1965年、NHK） - 青山与三右衛門
- 東京警備指令 ザ・ガードマン （TBS）
  - 第2話「黒い微笑」（1965年）
  - 第23話「夜と昼の女」（1965年）